# Claudio Piersanti
Claudio Piersanti (Canzano, 1954) è uno scrittore e sceneggiatore italiano.

## Biografia
Laureato in Filosofia all'Università di Bologna con Luciano Anceschi, vive tra Roma e le Marche. Come sceneggiatore ha collaborato, tra gli altri, con Carlo Mazzacurati, Riccardo Milani e Maurizio Sciarra. Con Lorenzo Mattotti ha collaborato ad alcuni libri a fumetti (Stigmate, Torino, Einaudi, 1999; Anonymes, Parigi, Éditions du Seuil, 2000) apparendo anche nel documentario Mattotti di Renato Chiocca. Ha tradotto in italiano le Fiabe molisane (Milano, Mondadori, 1990). Per anni è stato direttore responsabile de La rivista dei libri, edizione italiana della New York Review of Books. 
Ha ricevuto il premio speciale di letteratura in occasione dei premi Flaiano 2021. Sempre nel 2021 gli è conferito il Premio letterario Boccaccio per l'insieme della sua opera letteraria.
Con Quel maledetto Vronskij ha vinto il Premio Mastercard Letteratura 2021 ed è stato finalista al Premio Strega 2022.

## Opere
- Casa di nessuno, Milano, Feltrinelli, 1981.
- L'amore degli adulti, Milano, Feltrinelli, 1989.
- Gli sguardi cattivi della gente, Milano, Feltrinelli, 1992.
- Cinghiali: un racconto, Roma, Castelvecchi, 1994.
- Luisa e il silenzio, Milano, Feltrinelli, 1997.
- Stigmate, Torino, Einaudi, 1999.
- L'appeso, Milano, Feltrinelli, 2000.
- Charles, Milano, Feltrinelli, 2000.
- Comandò il padre, Ancona, Pequod, 2003.
- Il ritorno a casa di Enrico Metz, Milano, Feltrinelli, 2006.
- I giorni nudi, Milano, Feltrinelli, 2010.
- Venezia, il filo dell'acqua,  Milano, Feltrinelli, 2012.
- La forza di gravità, Milano, Feltrinelli, 2018.
- Quel maledetto Vronskij, Milano, Rizzoli, 2021.

## Riconoscimenti
- 1989 - finalista al Premio Bergamo[5] per L'amore degli adulti
- 1997 - Premio Viareggio[6] e Premio Vittorini [7] per Luisa e il silenzio
- 2006 - Premio Selezione Campiello,[8] Premio Napoli,[9] Premio Alassio Centolibri - Un autore per l'Europa[10] e Premio Frontino-Montefeltro[11][12] con Il ritorno a casa di Enrico Metz